# Pazo de Meirás

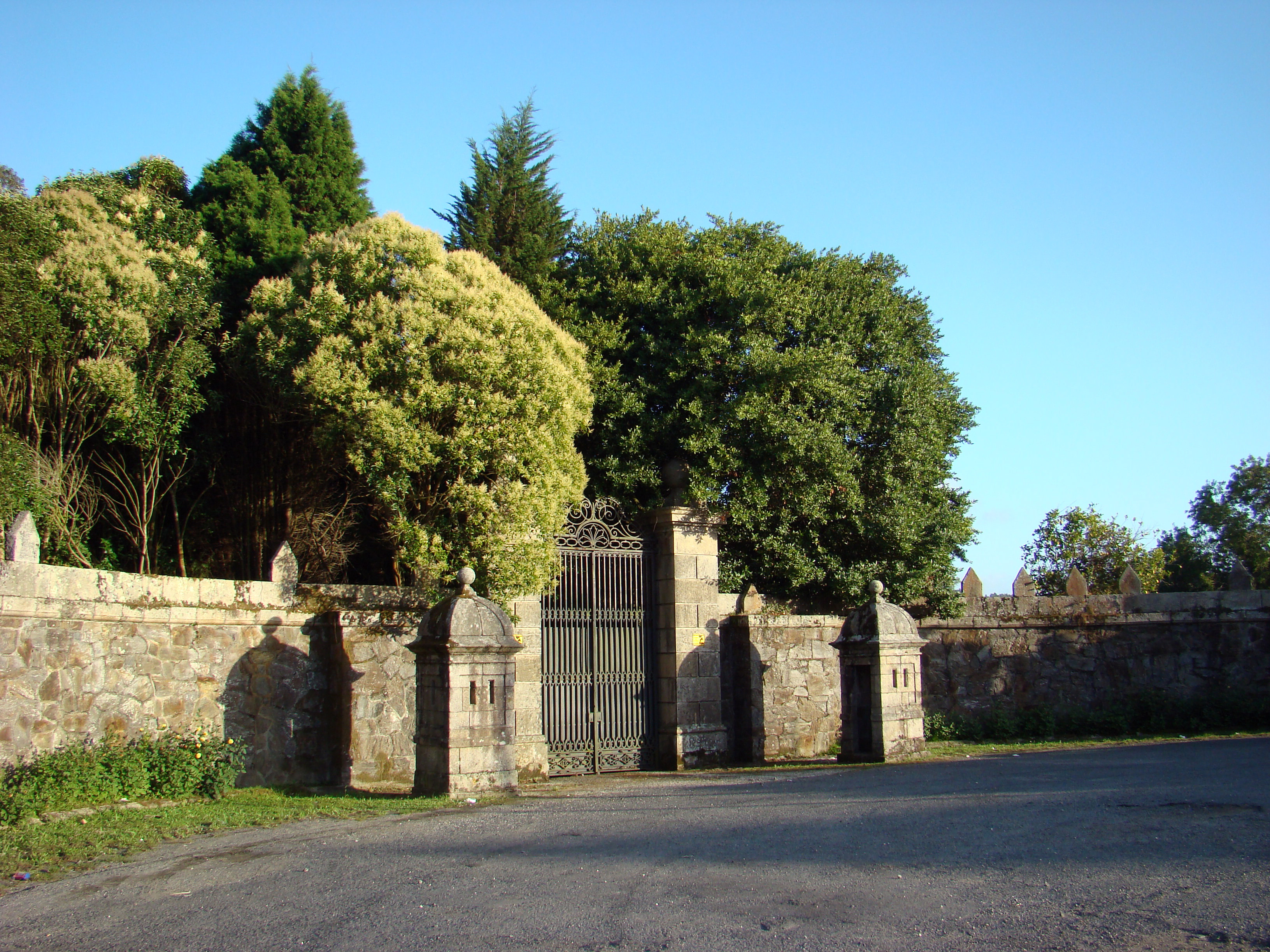
Entrée du manoir.

Le Pazo de Meirás ou Torres de Meirás est un manoir espagnol situé en Galice, dans la province de La Corogne, sur le territoire de la commune de Sada, dans lequel a vécu l'écrivaine Emilia Pardo Bazán et qui a été offert durant le franquisme par les autorités galiciennes au chef de l’État, Francisco Franco. 

## Histoire

### Construction
Le premier manoir, incendié en 1809 par les Français durant la Guerre d'indépendance espagnole, devait appartenir à un lignage affilié aux Pardo de Lama, ancêtres de Emilia Pardo Bazán qui avait le titre de comtesse de Pardo Bazán octroyé par le roi Alphonse XIII en reconnaissance de ses mérites dans le domaine des lettres. En 1893, Emilia Pardo Bazán et sa mère ont décidé de construire un manoir sur les ruines antérieures desquelles rien n'est conservé depuis.

### Séjour de Franco
En 1938, le général Franco se fait offrir le manoir grâce à une « souscription populaire » organisée par des notables locaux, sympathisants du régime, et alimentée de prétendues donations volontaires. Entre 1938 et 1975, tous les frais liés à l’entretien et à l’embellissement du Pazo seront financés par l’État.
Durant son passage au pouvoir, Franco y passe ses vacances d'été, y tenant même certains conseils des ministres. Cette présence régulière et médiatisée a participé au développement et à la modernisation des infrastructures de la région (industrie, transports, etc.).

### Controverse
Depuis 2007, s'est développé en Galice un mouvement mené par l'association Commission pour la récupération de la mémoire historique qui revendique que le Pazo de Meirás soit rendu « au peuple ».
À l'initiative de la Junte de Galice, le manoir est classé bien d'intérêt culturel depuis le 30 décembre 2008, malgré l'opposition des héritiers de la famille Franco. Ce type de classement comprend en effet l'engagement des propriétaires à devoir ouvrir le bien au public, au moins, comme le prescrit la loi, quatre jours par mois. La famille du défunt dictateur s'est opposée à de nombreuses reprises à respecter les jours minimum d'ouverture au public, mais la justice a rejeté leurs arguments. En 2010, le Tribunal suprême a confirmé la classification en BIC. Le 25 mars 2011, les portes du Pazo de Meirás ont été ouvertes aux visiteurs pour la première fois.
En 2017, les demandes populaires et institutionnelles de retour du monument au patrimoine public se multiplient. En septembre, le président du gouvernement galicien annonce la création d'une commission chargée d'étudier s'il y avait des « vices cachés » dans la donation du bien, ce qui permettrait de la rendre sans effet. Le document officiel remettant le Pazo de Meirás à Francisco Franco en tant que chef de l'État est à la base de l'argumentation de la commission, mais l'original a disparu des archives provinciales.
En 2018, après le décès de Carmen Franco, fille du général Franco, ses héritiers décident de mettre le Pazo en vente.

### Procédure judiciaire
En juillet 2019, l'avocat général de l'État intente une action en justice pour que la famille Franco restitue la propriété à l'État pour « fraude » à l'achat. L'argumentation se fonde sur le fait que l'achat de 1938 aux héritiers d'Emilia Pardo Bazán a été « régularisé » par un acte de vente le 24 mai 1941. Le juge relève que le prix d'achat de 85 000 pesetas inscrit dans ce document est dérisoire.
Le 12 septembre 2019, une ordonnance rendue par la juge Marta Canales Gantes accepte les demandes de la Junte de Galice et de la ville de Sada d'intervenir dans le processus engagé par l'État. La magistrate estime que les deux collectivités ont un intérêt direct et légitime dans l'affaire et a retenu les arguments présentés dans leurs demandes. Le premier n'est pas seulement destiné à récupérer le domaine, mais à lui donner un usage public. Concernant le second, le juge souligne que c'est le Parlement de Galice qui est à l'initiative des actions de récupération et du classement comme bien d'intérêt culturel, avec la catégorie de site historique et indique également que le gouvernement autonome détient les pouvoirs en matière de protection du patrimoine.
Le 2 septembre 2020, le Tribunal de première instance de La Corogne déclare dans sa sentence la « nullité de la donation faite en 1938 au chef de l'État autoproclamé ». Le jugement conclut que la vente effectuée en 1941 était un « simulacre » entraînant la nullité de la cession, obligeant la famille Franco à restituer le Pazo à l'État. À compter du 10 décembre 2020, le domaine devient propriété de l'État.
Après que la famille Franco a fait appel de la sentence devant l'audience provinciale de La Corogne, celle-ci confirme le 12 février 2021 que le pazo et son domaine sont la propriété de l'État et que les héritiers de Franco doivent quitter la propriété. Mais contrairement au tribunal de première instance, elle reconnaît leur droit à une indemnisation.

## Architecture
L'édifice de style romantique, présente une forme carrée, flanqué de trois tours de dimensions différentes, construit en granit ; une grande tour et deux tours en façade.

La grande tour, appelée tour de la chimère (A Torre da Quimera) par Emilia Pardo Bazán, abrite la bibliothèque de l'écrivaine.

## Protection
Le manoir fait l’objet d’un classement en Espagne au titre de bien d'intérêt culturel depuis le 30 décembre 2008.